# GZA-651
Der GZA-651 (russisch ГЗА-651) war ein mittelgroßer Omnibus, welcher in der Sowjetunion von 1949 bis 1973 zuerst vom Gorkowski Awtobusny Sawod (GZA) (russisch Горьковский автобусный завод (ГЗА), nicht zu verwechseln mit dem deutlich bekannteren Mutterkonzern GAZ) gefertigt wurde. Ab 1952 wechselten die Hersteller, wodurch baugleiche Fahrzeuge auch unter den Kürzeln PAZ-651 und KAwZ-651 produziert wurden. Es existierten einige Abwandlungen, unter anderem auch Versionen mit Allradantrieb (KAwZ-663). Nachfolger wurde der KAwZ-685.

## Fertigungsgeschichte des Fahrzeugs

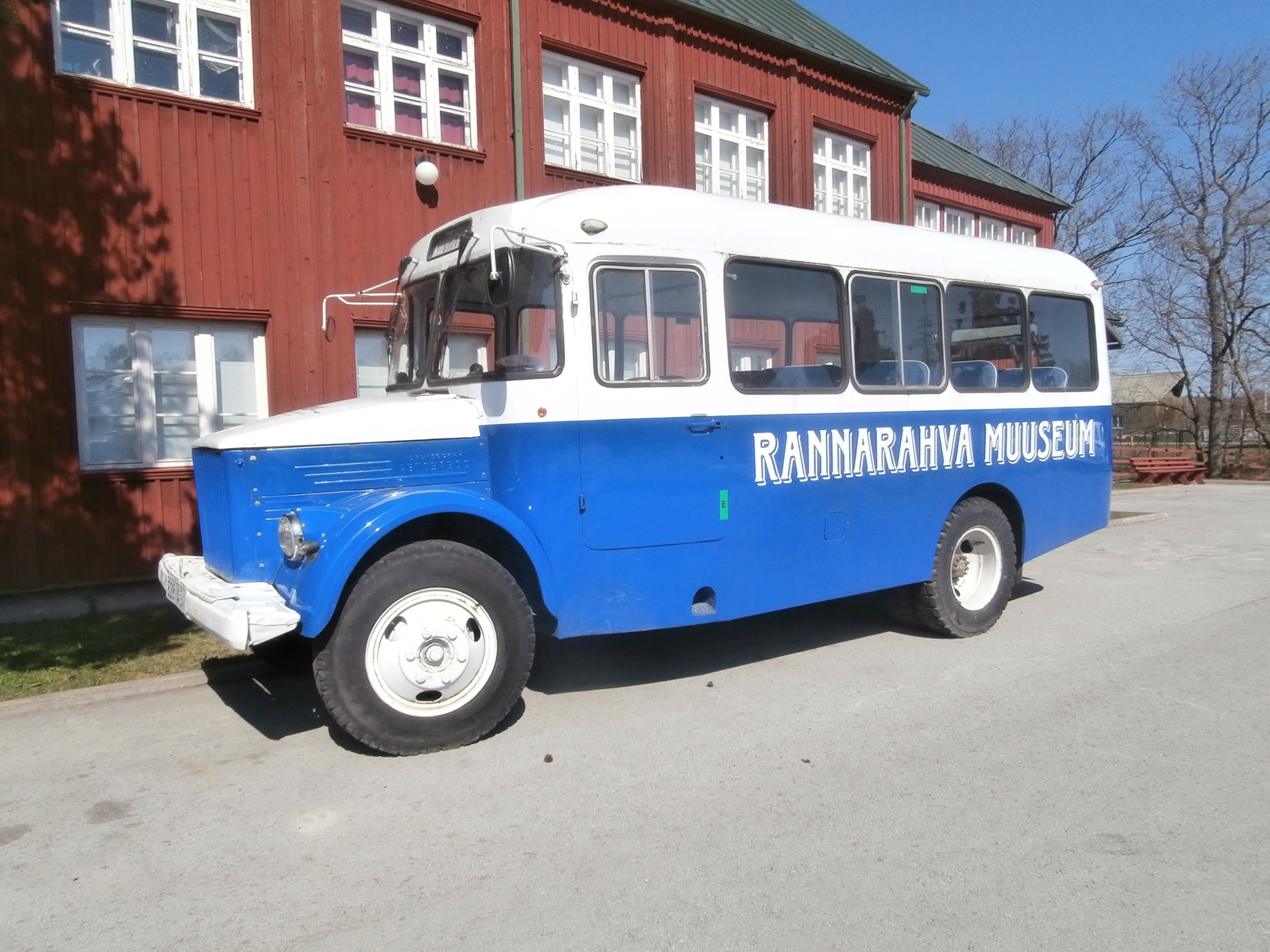
Ein GZA-651 in restauriertem Zustand, 2014

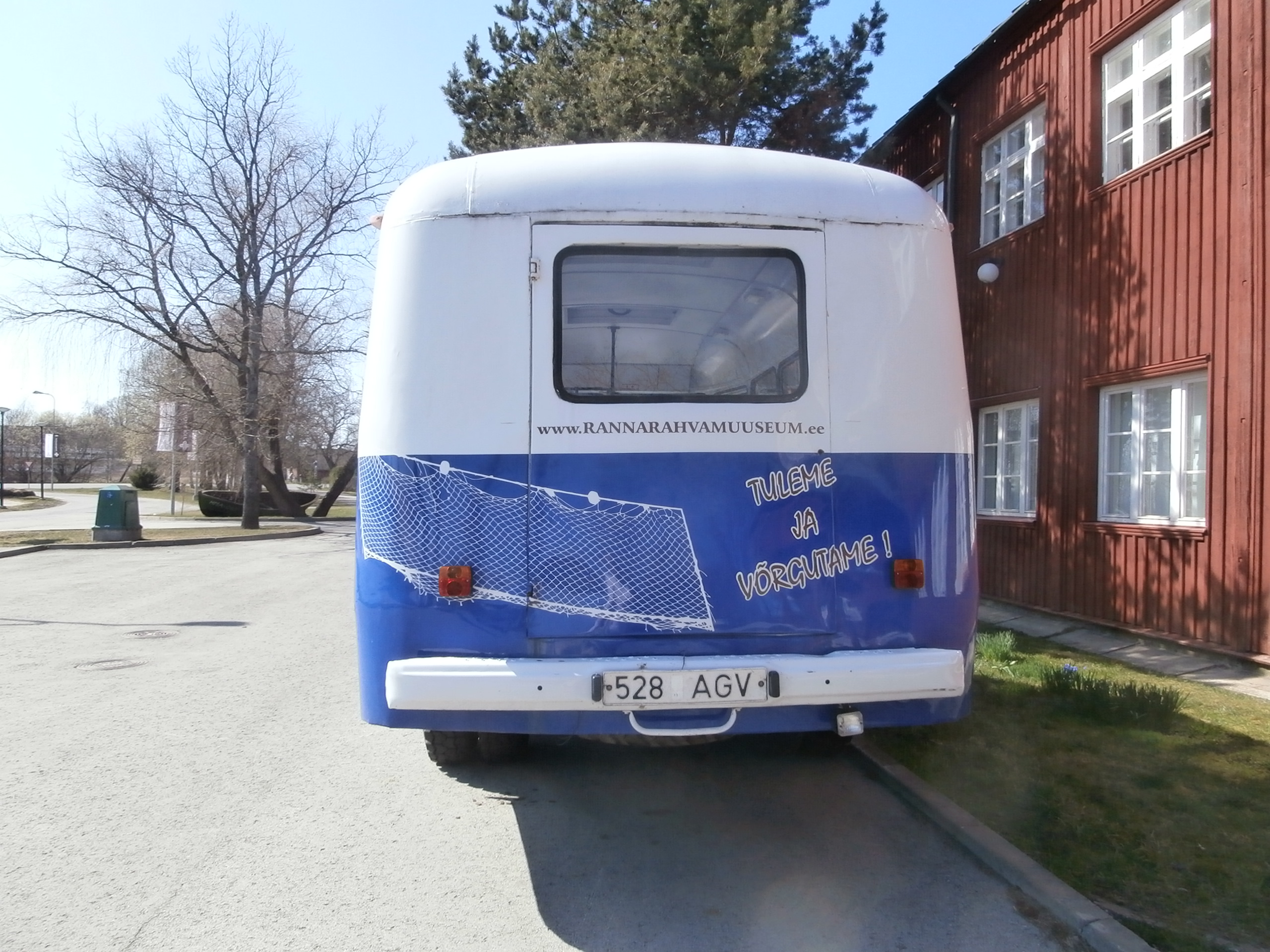
Heckansicht des Fahrzeugs

Im Jahr 1949 begann im Gorkowski Awtobusny Sawod die Fertigung eines Omnibusses auf Basis des Fahrgestells des Lastwagens GAZ-51. Er löste den bereits seit 1933 gebauten GAZ-03-30 ab, dessen Produktion 1950 eingestellt wurde. Die Karosserie hatte ein hölzernes Rahmengerippe.
1952 wurde die Produktion in das Pawlowski Awtobusny Sawod (kurz PAZ) verlagert und der Bus folgerichtig in PAZ-651 umbenannt. Die ersten fünf Fahrzeuge verließen das Werk am 5. August 1952. Parallel begann 1953 im Rigaer Reparaturwerk Nummer 2 (RARZ, später Rigaer Autobusfabrik) die Fertigung hölzerner Karosserieteile für die Fahrzeuge. Ab 1955 baute das Werk mit dem RAF-251 einen eigenen, ähnlichen Minibus auf dem gleichen Fahrgestell.
Mit dem Jahr 1957 wurde schließlich die Fertigung von Holz- auf Ganzmetallaufbauten umgestellt. Diese wurden als PAZ-651A bezeichnet. Auch wurden verschiedene Spezialvarianten in die Fertigung aufgenommen, die nicht unbedingt für den Passagiertransport konzipiert waren (Krankenfahrzeuge, mobile Verkaufsstände).
Im Januar 1958 begann bei KAwZ die Produktion des hier nun KAwZ-651 genannten Fahrzeugs. Bis 1961 fertigten PAZ und KAwZ parallel, dann übernahm KAwZ die alleinige Herstellung. PAZ fertigte als Ersatz ab 1958 den PAZ-652 in Serie. Zwei Jahre vor der Einstellung der Fertigung bei KAwZ gab es mit dem KAwZ-651B eine überarbeitete Version. 1973 wurde die Fertigung komplett auf das Modell KAwZ-685 umgestellt.
Unter der Bezeichnung KAwZ-663 wurden auf dem Fahrgestell des GAZ-63 ansonsten baugleiche Busse mit Allradantrieb für schwierige Straßenverhältnisse hergestellt.
Optisch auffällig sind die vom GAZ-51 übernommene Motorhaube und der Kühlergrill. Insbesondere die Modelle für den Export wurden mit Stoßfängern vorne und hinten sowie verchromten Scheinwerferfassungen ausgestattet.

## Modifikationen
PAZ-651A – Ab 1957 gebautes Fahrzeug mit Ganzmetallkarosserie. Später auch als KAwZ-651A geführt. Die Version von KAwZ unterschied sich durch den zusätzlich beheizbaren Passagierraum.
PAZ-651W – Krankenwagen, auch als GZA-653 und PAZ-653 geführt. Die Produktion gelangte erst 1953 an PAZ, also ein Jahr später als die der Grundvariante. Er war für vier Liegen oder 13 Sitzplätze ausgelegt. Teilweise wurden die Fahrzeuge auch als Gefangenentransporter ausgeführt. Das Militär erhielt unter dem Namen AS-1 eine Ambulanz-Version mit Allradantrieb auf Basis des GAZ-63-Fahrgestells.
PAZ-651G – eine Version mit Klappsitzen an den Seitenwänden. So konnte der Passagierraum auch zur Beförderung von Fracht genutzt werden. Lediglich der Sitz des Schaffners ist fest ausgeführt. Karosserie und Rahmen wurden verstärkt. Diese Variante war vor allem für den Einsatz in ländlichen Gebieten gedacht.
PAZ-654 – eine Sonderanfertigung für das Verteidigungsministerium. Nur wenige Exemplare wurden hergestellt.
PAZ-657 – Eine spezielle Version zum Transport von Brot und Backwaren, gebaut von 1954 bis 1958. Das Fahrzeug hatte größere Ähnlichkeiten mit einem Lastwagen als mit einem Bus. Seitlich befanden sich zum einfacheren Be- und Entladen große Türen in der Karosserie.
PAZ-659 – Eine zu einem fahrbaren Kiosk umgebaute Version. Die Karosserie ist ein mit Metallblechen beplankter Holzrahmen. Ab der zweiten Hälfte der 1950er-Jahre auch als Ganzmetallausführung. Die Produktion kam 1961 an KAwZ, wo sie 1968 endete.
PAZ-661 – ein Fahrzeug zum Transport von Kleidung, ähnlich dem PAZ-657. Es erfuhr aber nicht die große Verbreitung des Brotwagens.
KAwZ-651G – Dabei handelt es sich nicht um die Fortsetzung der Produktion des PAZ-651G, sondern um ein Fahrschulfahrzeug.

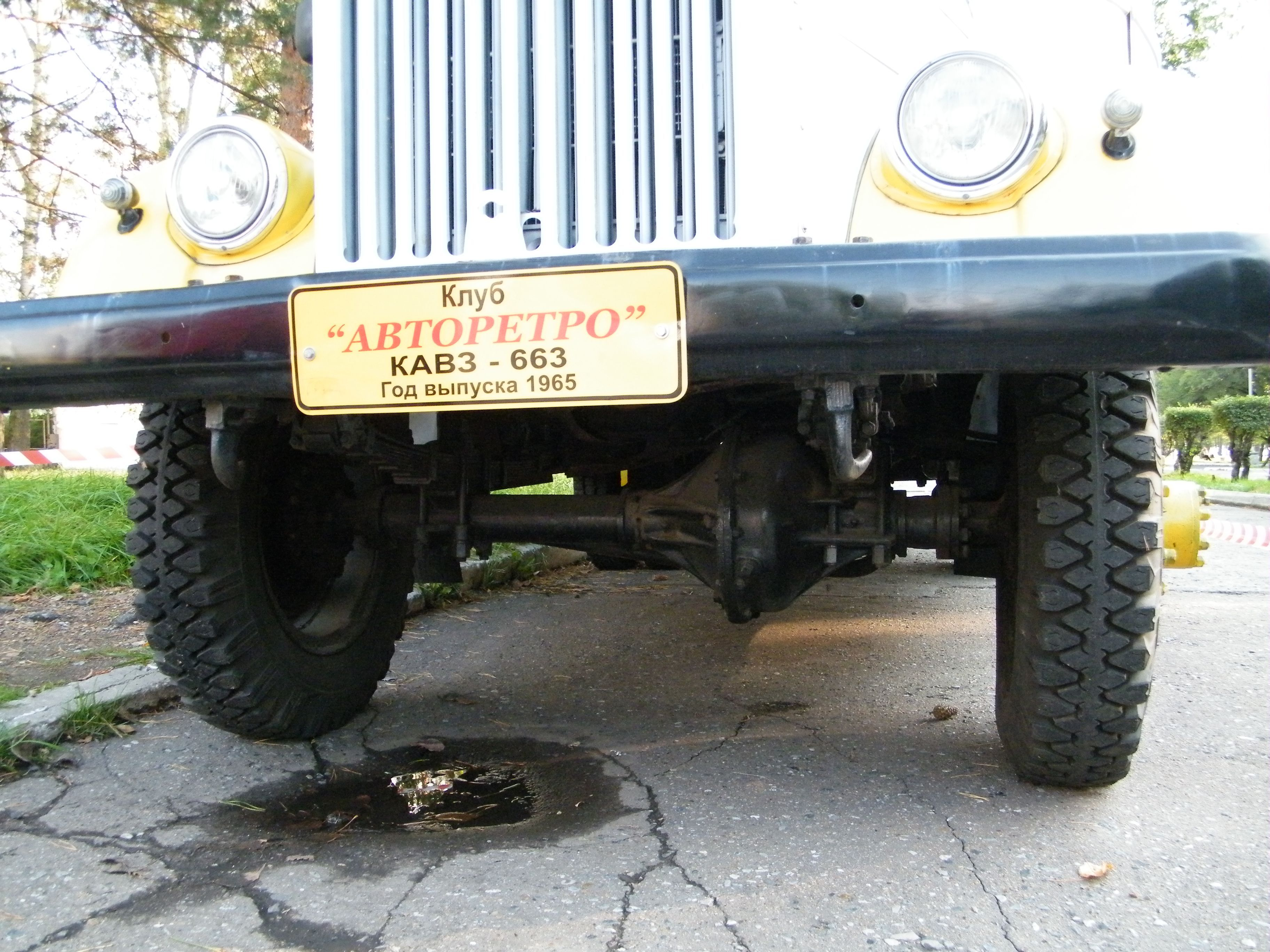
Blick von vorne unter einen KAwZ-663, gut zu erkennen: das Differential der Vorderachse als Teil des Allradantriebs

KAwZ-651Sch – Dieses Fahrzeug war mit Flüssiggasantrieb ausgerüstet und verfügte über eine Motorleistung von 62 PS.
KAwZ-663 – Das Fahrzeug wurde auf den Fahrgestellen der Lastwagen GAZ-63 und GAZ-66 gefertigt. Es verfügt über Allradantrieb und war für die Öl-, Gas- und Bergbauindustrie konzipiert. Es wurde von 1966 bis 1975 gefertigt, also etwas länger als das Standardmodell.
Neben den gelisteten Ausführungen wurden noch speziell Fahrzeuge für tropisches Klima gefertigt, die exportiert wurden.

## Technische Daten

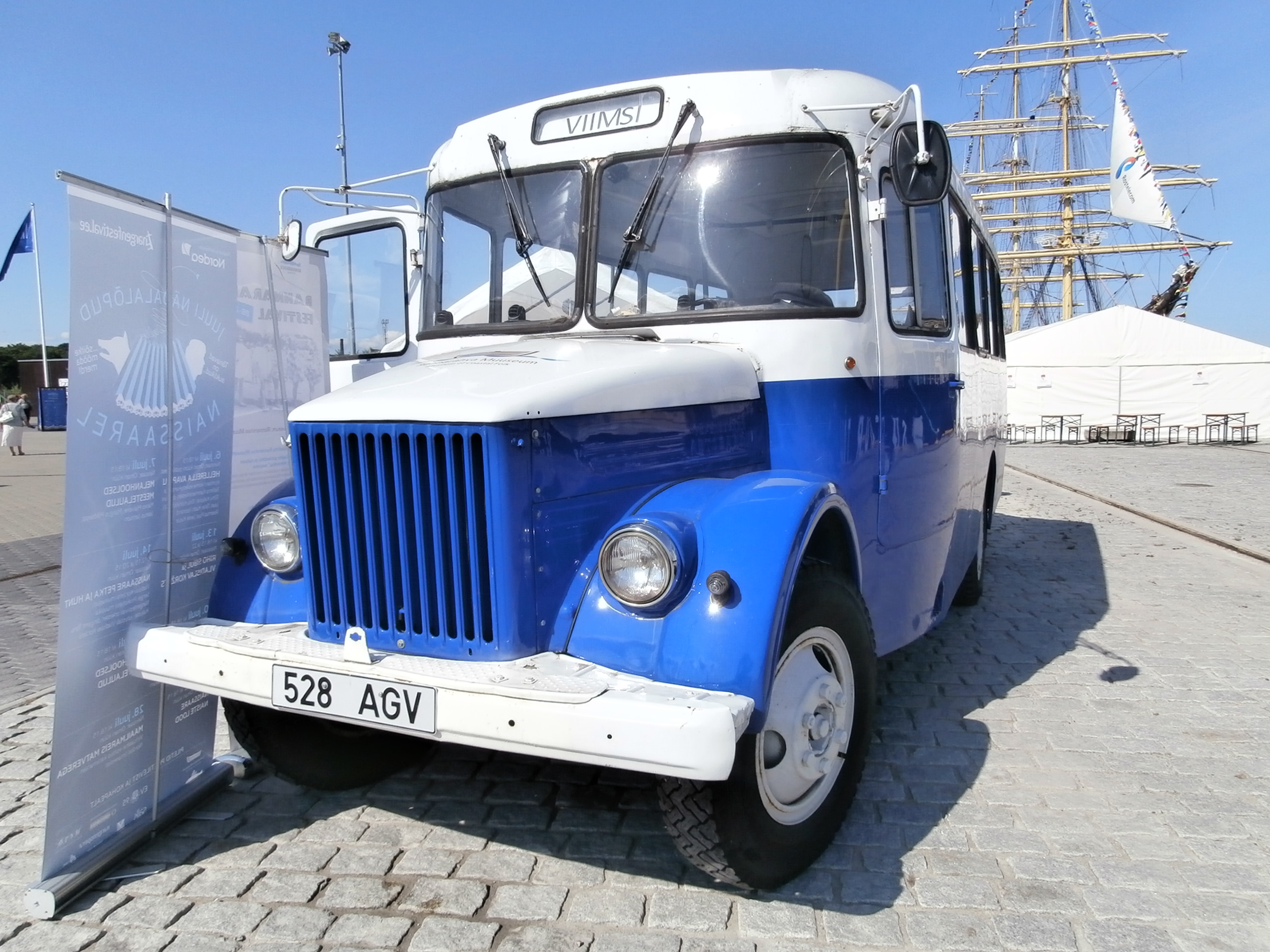
Frontansicht

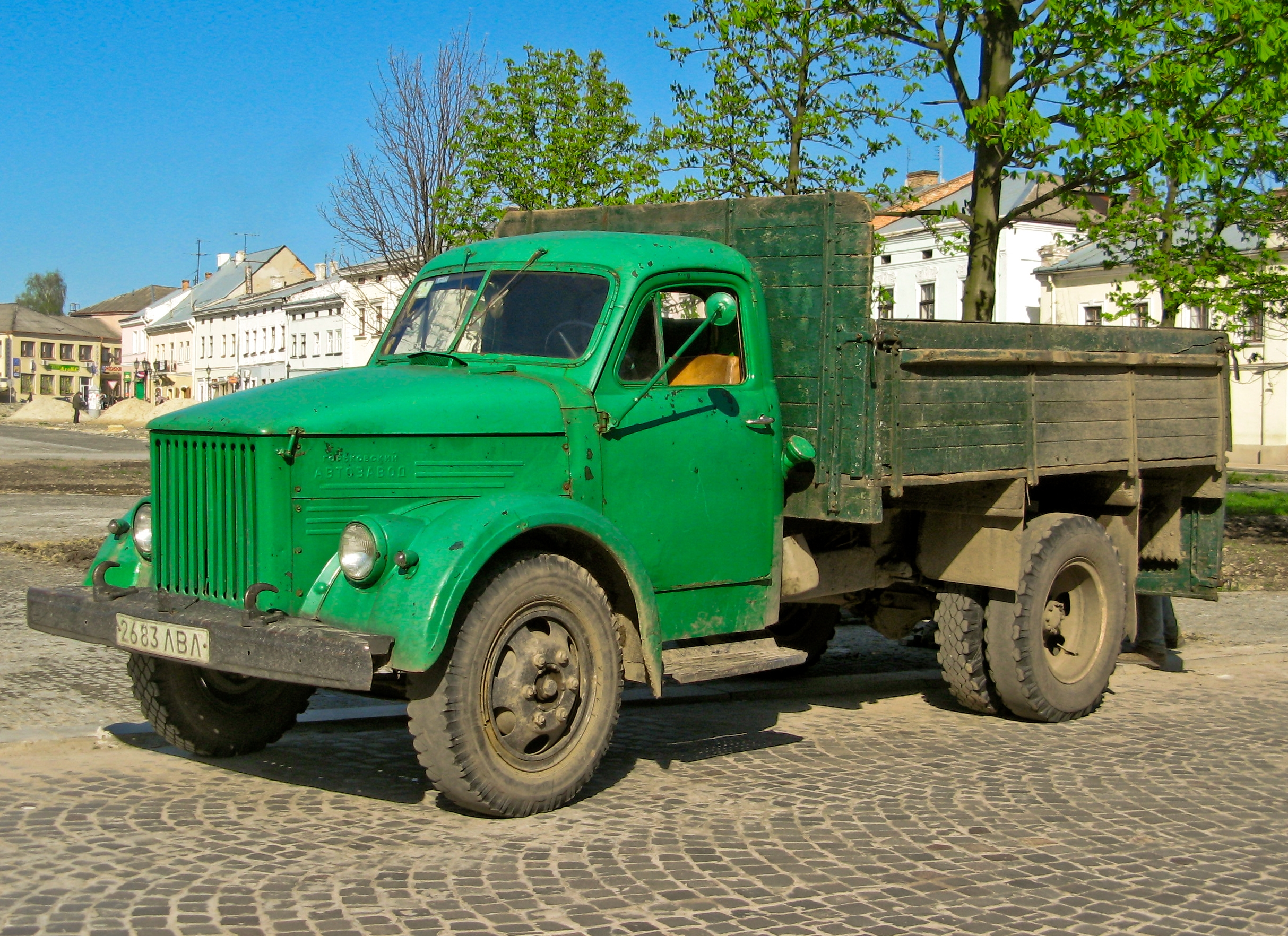
Ein GAZ-51, dessen Fahrwerk, Motor und auch Blechteile (teilweise) für den Bus verwendet wurden. Man beachte die Ähnlichkeit der Motorhauben und des Kühlerblechs.

Aufgrund der langen Bauzeit des Modells von 24 Jahren ergeben sich kleinere technische Änderungen über die Zeit. Die hier aufgeführten Daten gelten für die Variante KAwZ-651A. Die leicht abweichenden Daten in der Infobox oben gelten für die ursprüngliche Variante GZA-651.
Abmessungen
- Länge: 6170 mm
- Breite: 2380 mm
- Höhe: 2750 mm
- Radstand: 3300 mm
- Überhang vorne: 870 mm
- Überhang hinten: 2000 mm
- Spurweite vorne: 1580 mm
- Spurweite hinten: 1650 mm
- Bodenfreiheit vorne: 305 mm
- Bodenfreiheit hinten: 245 mm
- Sitzabstand: 720 mm
- Reifendimension: 7,50-20
- Radius des Wendekreises: 8,1 m

Massen und Kapazität
- Sitzplätze: 20
- Stehplätze: 5
- Leergewicht: 3550 kg
- zulässiges Gesamtgewicht: 5300 kg
- Achslast vorne (maximal): 1430 kg
- Achslast hinten (maximal): 3870 kg

Antrieb
- Motor: Reihen-Sechszylinder-Vergasermotor
- Kraftstoff: Benzin
- Motortyp: GAZ-51
- Leistung: 59 kW (80 PS)
- Verdichtung: 1:6,2
- Hubraum: 3,48 l
- Höchstgeschwindigkeit: 70 km/h
- Getriebe: mechanisch, 4 Gänge
- Treibstoffverbrauch: 28 l/100 km (bei 60 km/h)
- Tankinhalt: 105 l
- Bordspannung: 12 V
- Antriebsformel: 4×2